# Terra Nostra
Terra Nostra este telenovelă cu acțiunea situată la sfârșitul secolului al XIX-lea. Din Genova pleacă spre Brazilia un vapor ticsit cu sute de imigranți: bărbați, femei, copii, oameni săraci care părăsesc Italia în speranța unei vieți mai bune, într-o lume nouă.
Filmul are 260 episoade de 30 minute.

## Acțiunea filmului
Pe un vas care venea din Italia spre Brazilia, doi tineri, Juliana și Mateo, se cunosc și se îndrăgostesc, dar fericirea le este umbrită de tragedie: izbucnește ciuma, iar părinții fetei și alți pasageri mor și sunt aruncați în mare. Mateo însuși se îmbolnăvește, dar supraviețuiește îngrijit de iubita lui. După o lună, vaporul ajunge în sfârșit la destinație, la Porto de Santos, iar destinul celor doi tineri se schimbă dramatic, forțându-i să apuce pe drumuri diferite. 
Juliana este luată de familia lui Francesco Magliano, un bogat bancher italian, vechi prieten al tatălui ei, în timp ce Mateo se angajează pe imensa plantație de cafea a puternicului Gumercindo. Totuși, îndrăgostiții nu vor înceta să se caute unul pe celălalt… Scenariul este opera lui Benedito Ruy Barbosa, unul dintre cei mai celebri autori brazilieni. El a scris și "Războiul pasiunilor" (O Rei do Gado), care a putut fi urmărit pe postul Acasă TV. Barbosa și-a propus să descrie ultimul secol de istorie braziliană, într-o trilogie care începe cu "Terra Nostra". 
Această primă parte acoperă peste trei decenii, aproape patruzeci de ani de istorie trăită la intensitate maximă de imigranții italieni, care s-au aventurat să traverseze Atlanticul în căutarea unui pământ nou și a unei vieți mai bune. Minuțioasa documentare istorică i-a fost asigurată scriitorului de către fiicele sale, Edmara și Edilene Barbosa. De fapt, în "Terra Nostra" se prelucrează povestea autentică a familiei regizorului Jayme Monjardim, ai cărui strămoși italieni au plecat din Neapole în 1870, pentru a se stabili în Sao Paulo. Jayme Monjardim este urmașul direct al lui Francisco Matarazzo, personaj cu loc bine stabilit în istoria Braziliei.

## Diverse
Asemănările dintre filmul american „Titanic” și „Terra Nostra” sunt evidente. Exact ca Jake și Rose (Leonardo DiCaprio și Kate Winslet), Mateo și Juliana se îndrăgostesc pe vapor. Primele două episoade din "Terra Nostra" s-au turnat în Anglia, la South Hampton, portul din care a plecat Titanicul pe drumul său fără întoarcere. Numele vaporului din "Terra Nostra" este 'Andrea I', dar în realitate a fost folosit vasul britanic 'S.S. Shieldhall'. În prima lună de producție a telenovelei "Terra Nostra", Rede Globo a cheltuit 2.500.000 de dolari, din care 1.000.000 de dolari doar pentru primul episod. 
Uvertura telenovelei "Terra Nostra", intitulată "Tormenta d'amore", este cântată în duet de soprana britanică Charlotte Church și tenorul brazilian de origine italiană Agnaldo Rayol, acompaniați de London Studio Orchestra. Distribuția din "Terra Nostra" este dominată de actori tineri, în frunte cu cei doi protagoniști - Thiago Lacerda și Ana Paula Arósio. Lor li s-au alăturat actori de mare forță, precum Débora Duarte, Antônio Fagundes, Raúl Cortez, Ângela Vieira, Odilon Wagner.

## Distribuție
- Ana Paula Arósio - Giuliana Esplendore
- Thiago Lacerda - Mateo Batistela
- Carolina Kasting - Rosana Telles de Aranha
- Antônio Fagundes - Gumercindo Telles de Aranha
- Débora Duarte - Maria do Socorro Telles de Aranha
- Raul Cortez - Francesco Magliano
- Ângela Vieira - Janete Magliano
- Marcello Antony - Marco Antonio
- Maria Fernanda Cândido - Paola
- Gabriel Braga Nunes - Augusto Neves Marcondes
- Paloma Duarte - Angélica Telles de Aranha
- Odilon Wagner - Altino Neves Marcondes
- Lolita Rodrigues - Dolores
- Cláudia Raia - Ortência
- Jackson Antunes - Antenor
- José Dumont - Batista
- Gésio Amadeu - Damião
- Adriana Lessa - Naná
- Elias Gleizer - Padre Olavo
- Tânia Bondezan - Mariana
- Fernanda Muniz - Luiza
- Bianca Castanho - Florinda